# 鬼工球

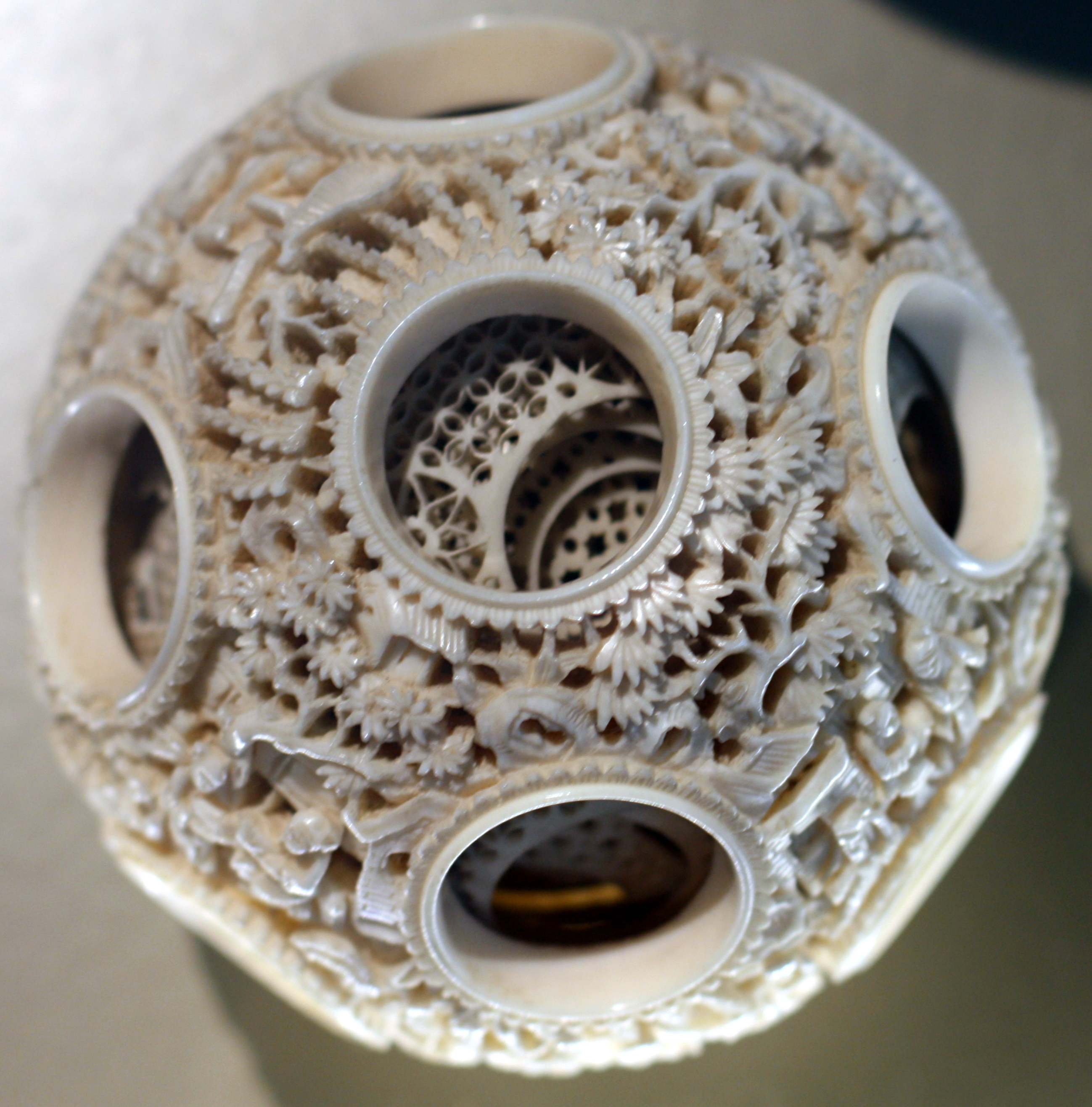
陳列於布萊梅海外博物館的鬼工球。

鬼工球，又稱多層球，是中國的工藝品，由多層精雕細琢的同心空心球體組成，這些球體都是由一個適合雕刻的實心塊狀材料雕成，工匠會以L形工具將不同層的球殼分開，而其內部的製作細節也已經被科學家以斷層掃描分析。
此種球體傳統上由象牙製作，因此又稱象牙多層球，在國際禁止象牙貿易後，有些工匠會嘗試以骨頭或其他材料製作。

## 外部連結
- 维基共享资源上的相關多媒體資源：鬼工球